# الرعاية قصيرة الأمد

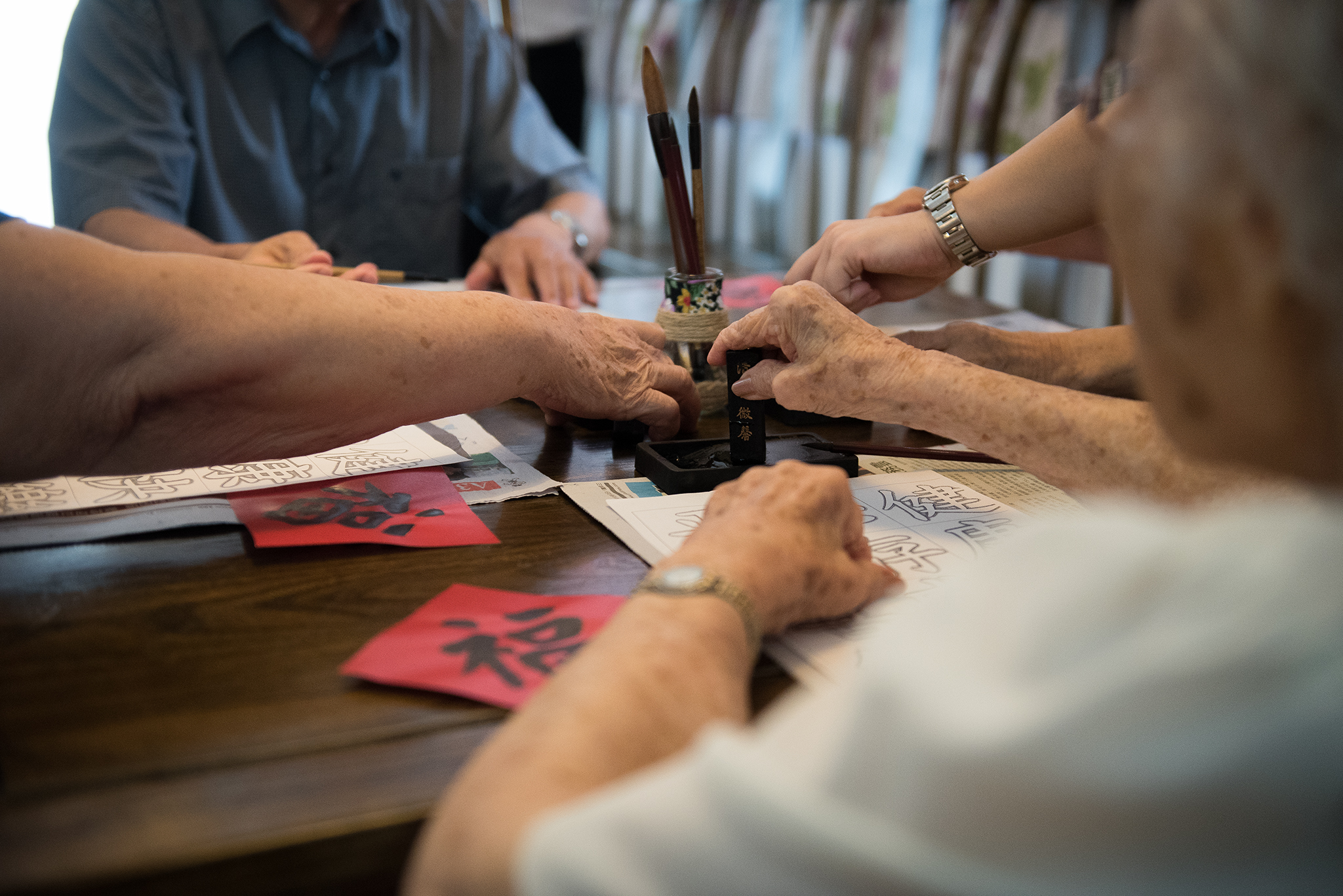

الرعاية قصيرة الأمد هي تقديم تفريج مؤقت قصير الأمد لهؤلاء الذين يقدمون الرعاية لأفراد الأسرة في حالة إذا كان الأمر يتطلب وضع الفرد في مصحة دائمة خارج المنزل.
تقدم برامج الرعاية قصيرة الأمد استراحات منظمة قصيرة ومحدودة الأمد للأسر وآخرين من مقدمي الرعاية الصحية المجانية للأطفال أصحاب التأخر التنموي والبالغين أصحاب الإعاقة العقلية لتقديم وحفظ العلاقة المعطاة للرعاية الصحية الرئيسية. كما تقدم أيضا هذه البرامج خبرات إيجابية للشخص متلقي الرعاية. وقد تستخدم لفظة الاستراحة القصيرة في بعض البلاد للإشارة إلى الرعاية قصيرة الأمد.
وبالرغم من أن العديد من الأسر تجد متعة غامرة في تقديم الرعاية لأحبائهم لكي يمكثوا في المنزل، وفي حالة عدم حصول المقدم على الدعم اللازم مثلما يحصل عليه في الرعاية قصيرة الأمد، فإنه يتعرض لبعض العواقب الجسمانية والعاطفية والمالية. وتقدم الرعاية قصيرة الأمد استراحة لمقدم رعاية الأسرة والتي تكون ذات فائدة لمقدم الرعاية الصحية. ويوضح الاستطلاع المقدم من قبل صندوق اعتماد الكومنولث الذي تم إجراؤه على 60 % من مقدمي الرعاية للأسر الذين يتراوح أعمارهم بين 19 - 64 وجود حالات بصحة جيدة وأخرى سيئة وحالة أو أكثر من الحالات المرضية المزمنة أو حالات العجز بالمقارنة بما يقرب من 33 % من أعضاء غير مقدمي للرعاية الصحية.
وقد تبين أن الرعاية قصيرة الأمد تعمل على الحفاظ على صحة ورفاهية مقدم الرعاية، كما أنها ترفض أو تؤجل الإقامات الخارجية بالإضافة إلى أنها تقلل من احتمالية وقوع أي إهمال أو إساءة. وأوضحت النتائج المبينة من الدراسة الارْتِيادِيَّة التقييمية بأن الرعاية قصيرة الأمد تعمل على تقليل احتمالية وقوع حالات طلاق بجانب أنها تحافظ على روابط الزواج.

## نماذج الرعاية قصيرة الأمد
يوجد العديد من نماذج تقديم الرعاية قصيرة الأمد

### الرعاية المنزلية قصيرة الأمد
تشتهر الرعاية المنزلية نظرًا لأسباب جلية. حيث يقْدُم مقدم الرعاية المؤقت إلى منزل مقدم الرعاية المنتظم ومن ثم الحصول على المعلومات اللازمة الخاصة بمتلقي الرعاية في بيئته الطبيعية. كما يتعلم مقدم الرعاية الروتين الخاص بالأسرة وأماكن حفظ الأدوية بالإضافة إلى عدم إزعاج متلقي الرعاية بالتنقلات والبيئات الغريبة. وفي هذا النموذج يمكن أن يتم التواصل مع الأقارب والاختصاصيين. كما يمكن الاستعانة بمساعد طبي أو مساعدة طبية تتحمل الدول كافة مصاريفه.
ويمكن الاستفادة أيضا في نماذج الرعاية المنزلية من الأصدقاء والجيران عن طريق تقديمهم المساعدة لمقدم الرعاية الطبية الأساسي الذي لا يغادر المبنى حتى يحصل على قسط من الراحة لإعداد الطعام أو دفع الفواتير.

### المرفق المخصص
تتم الاستعانة في النموذج الثاني من نماذج الرعاية بمرفق محلي مخصص حيث يتم وضع متلقي الرعاية لبضعة أيام أو بعض الأسابيع القليلة. وتكمن فائدة نموذج الرعاية داخل المرفق في سهولة الوصول لمرافق الطوارئ والحصول على المساعدة الطبية عند الحاجة.

### الرعاية قصيرة الأمد في حالات الطوارئ
تتطلب بعض حالات الطوارئ رعاية قصيرة الأمد وعند اللجوء إلى الاستعانة بالرعاية قصيرة الأمد المنظمة في حالات الطوارئ، فإن مقدم الرعاية يجب أن يكون على علم مسبق بالمقدم أو المرفق الذي يجب الاتصال به في حالة حدوث أمر طارئ. وتقدم العديد من الجهات الرعاية قصير الأمد في حالات الطوارئ مثل العديد من هيئات الرعاية المنزلية والرعاية النهارية للبالغين ومراكز الصحة ومرافق رعاية المقيمين.

### خدمات الجليس المرافق
في بعض الأوقات تقدم بعض المجموعات المدنية المحلية والمجموعات الدينية والمؤسسات المجتمعية الأخرى خدمات الجليس المرافق. ويمكن تقديم الرعاية قصيرة الأمد للجليس المرافق بشكل ودي لمدة قليلة من الساعات مرة أو مرتين أسبوعيًا. كما يتوجب الحصول على قسط كاف من الرعاية لضمان اكتساب الجليس المرافق التمرين الخاص في حالة حدوث أي أمر طارئ في حالة غياب مقدم الرعاية عن المنزل في ذلك الوقت.

### الرعاية النهارية العلاجية للبالغين
يمكن تقديم الرعاية النهارية العلاجية للبالغين خلال ساعات العمل خمسة أيام أسبوعيًا. ومن ناحية أخرى، يتم تقديم هذه الرعاية على مدار 24 ساعة في بعض الحالات.
تستعرض مجموعات الرعاية الجديدة أنواع الرعاية المتاحة ونقاط تركيز كل نوع من أنواع الرعاية قصيرة الأمد بسبب تقصير معظم الأنواع في تغطية الاحتياجات المتعددة.
مجموعة الرعاية 0: التفاوت - بغض النظر عن الاعتبارات الدقيقة الخاصة بكافة مجموعات رعاية الصحة النفسية الأخرى، فإن مجموعات المرضى لم يتم وصفها بشكل لائق بما هي أهل له. ويتم تحويل المرضى بصورة تلقائية إلى مجموعة رعاية الصحة النفسية الذين لم يتم تحديدهم ضمن الدرجة الفائقة لمجموعة رعاية الصحة النفسية في بادئ الأمر أثناء عملية التجميع.